# Козенс, Джон Роберт
Джон Роберт Козенс (англ.  John Robert Cozens, 1752, Лондон — 14 декабря 1797, Лондон) — английский живописец-пейзажист романтического направления. Сын живописца Александра Козенса, одного из главных представителей стилевого течения пикчуреск в английском искусстве XVIII века.

## Биография
Джон Роберт Козенс родился в 1752 году в семье живописца Александра Козенса. Рано начал рисовать, возможно, под руководством отца. В 1767 году начал экспонировать свои рисунки и акварели на выставках Общества художников (Society of Artists). В 1776 году он показал большую картину маслом «Пейзаж с Ганнибалом в его походе через Альпы, показывающий его армии на плодородных равнинах Италии» (картина не сохранилась) в Королевской академии художеств в Лондоне. Это произведение послужило вдохновением для знаменитой картины Уильяма Тёрнера 1812 года.
В 1776—1779 годах Козенс путешествовал по Швейцарии и Италии, рисовал и писал альпийские и итальянские виды. В 1779 году вернулся в Лондон. В 1782—1783 годах — совершил вторую поездку по Италии, на этот раз — в обществе знаменитого автора «готических романов» Уильяма Бекфорда, который был учеником его отца. Много времени провёл в Неаполе. В 1783 году он вернулся в Англию. В 1789 году Козенс опубликовал серию акварелей «Очертания общего характера… лесных деревьев» (Delineations of the General Character … of Forest Trees). Он представил свою работу в Королевскую академию, но она была отклонена, поскольку была оценена как «ненадлежащее искусство» (not proper art).
Козенс писал преимущественно акварельные пейзажи с необычными атмосферными эффектами и иллюзиями, которые оказали влияние на акварелиста стиля «пикчуреск» Томаса Гёртина. Выдающийся английский пейзажист Джон Констебл считал Козенса Младшего «самым талантливым пейзажистом» и говорил, что «Козенс — сплошная поэзия».
В возрасте сорока двух лет, за три года до своей смерти, художник перенёс нервный срыв и был помещён в приют Бетлемской королевской больницы. Главный врач приюта, доктор Томас Монро, признал талант Козенса и приобрёл коллекцию его произведений. Козенс скончался в Лондоне в 1797 году.

## Галерея

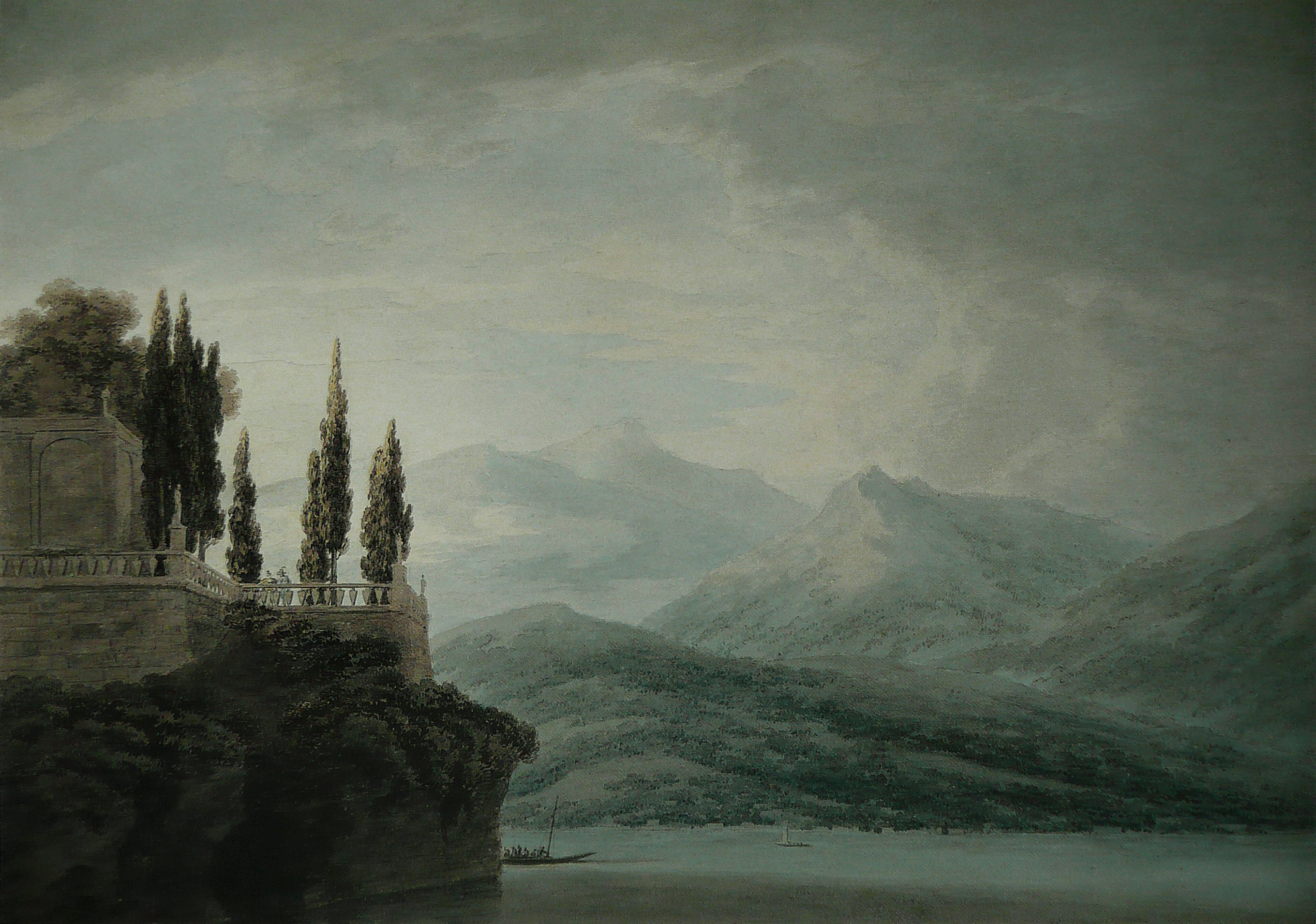
Остров Белла. 1783. Бумага, акварель. Местонахождение неизвестно
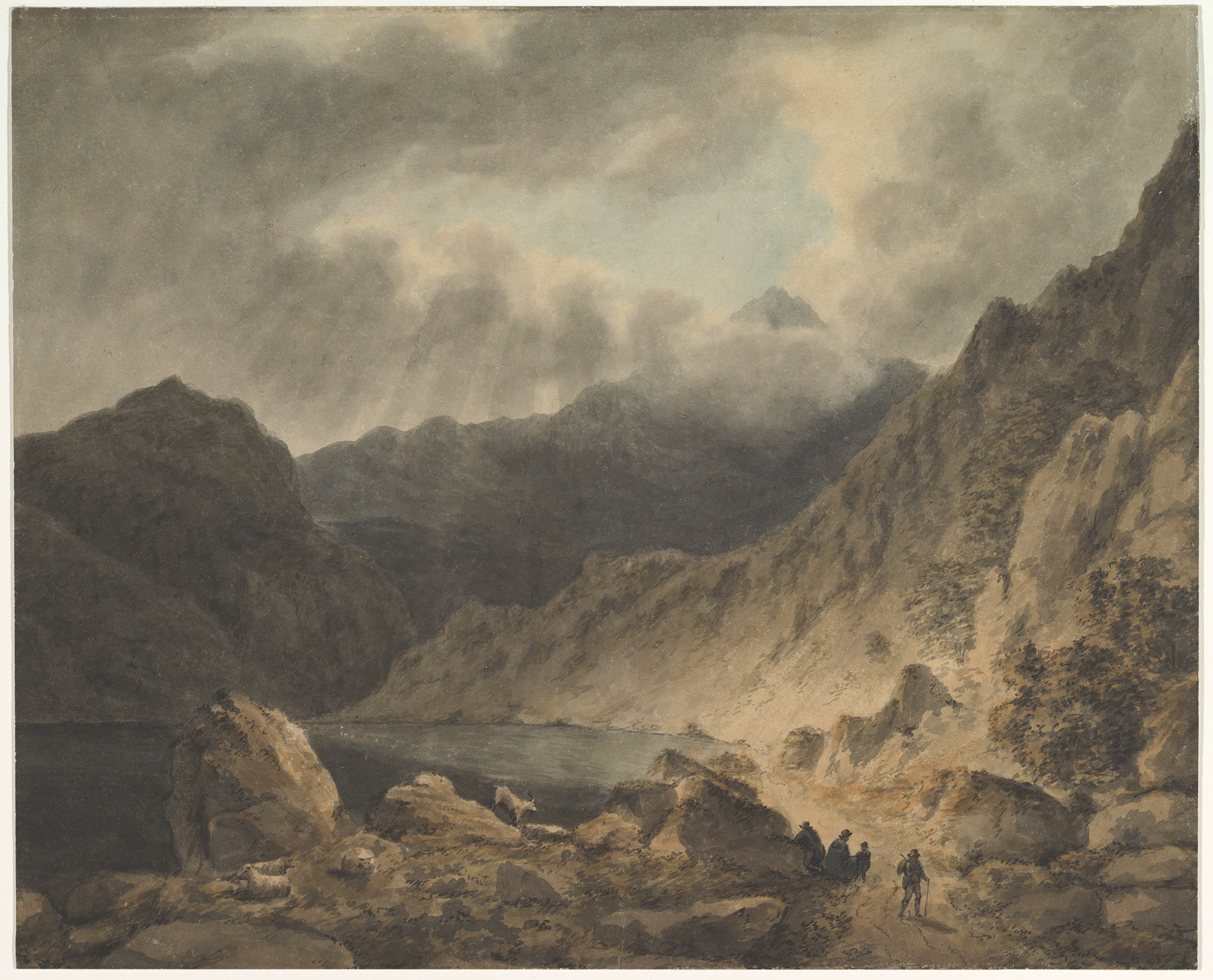
Буря над озером. Бумага, акварель. Метрополитен-музей, Нью-Йорк
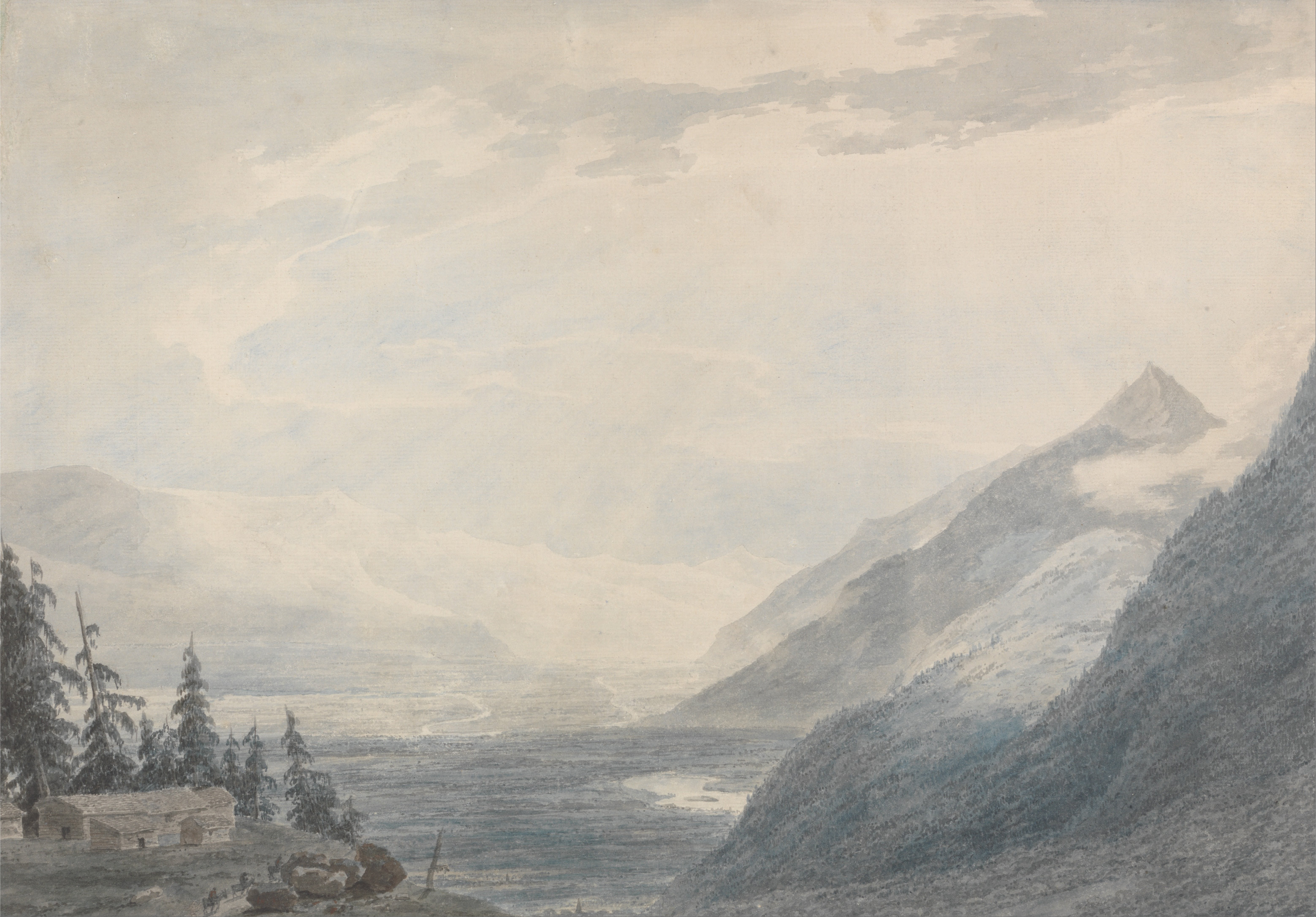
Земли Вале. Между 1780 и 1785. Бумага, акварель, гуашь. Йельский центр британского искусства, Нью-Хейвен, Коннектикут, США
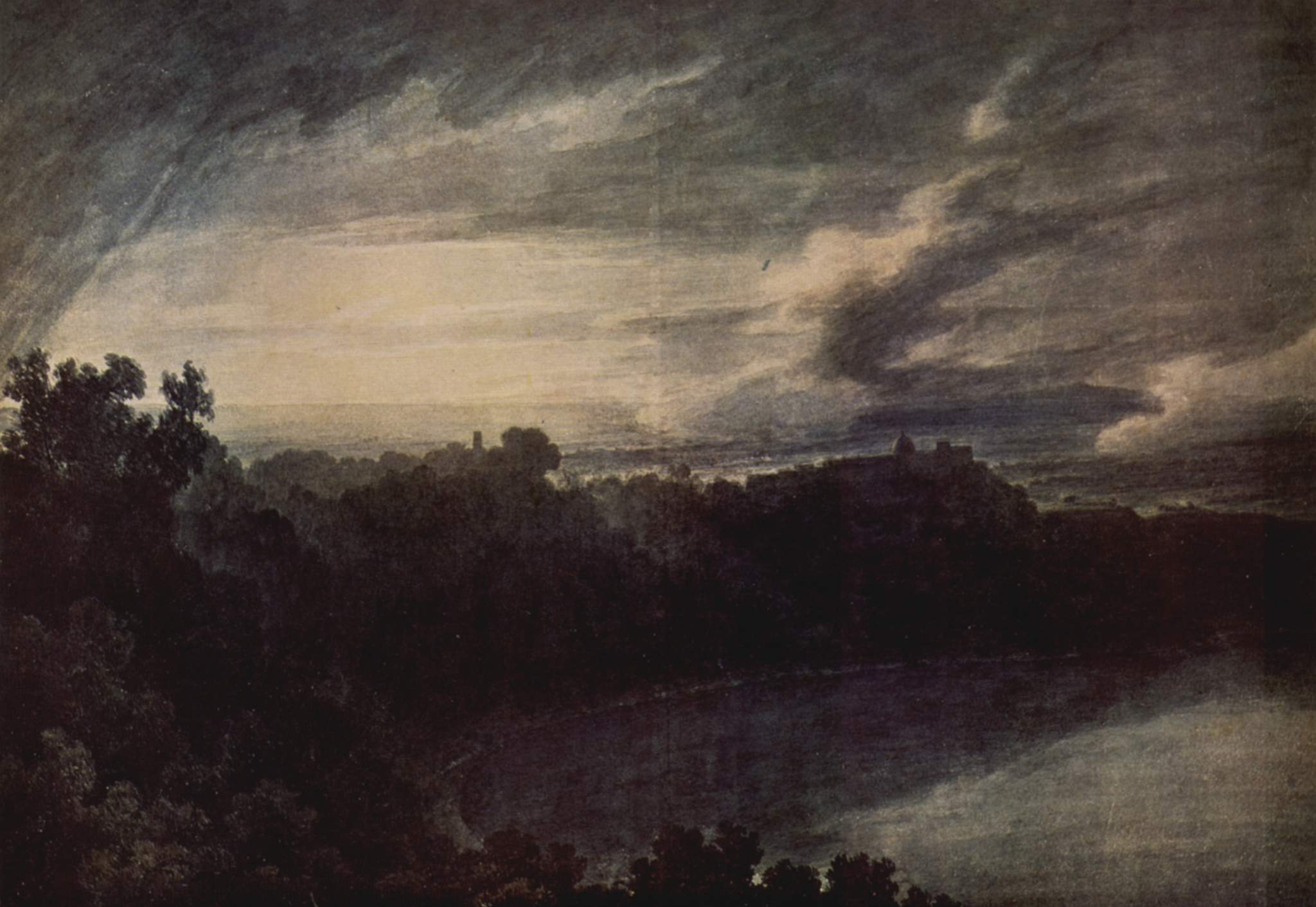
Озеро Альбано. Ок. 1777. Картон, итальянский карандаш, акварель. Частное собрание
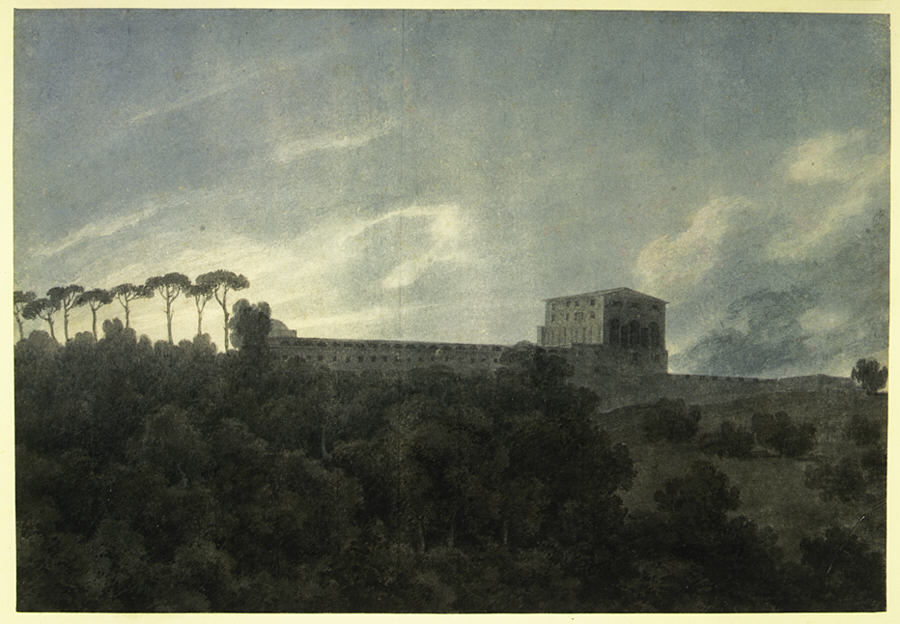
Вид виллы Ланте на Яникульском холме в Риме. 1782–1783. Бумага, акварель. Метрополитен-музей, Нью-Йорк
Малый храм в Пестуме. 1782. Картон, акварель. Частное собрание
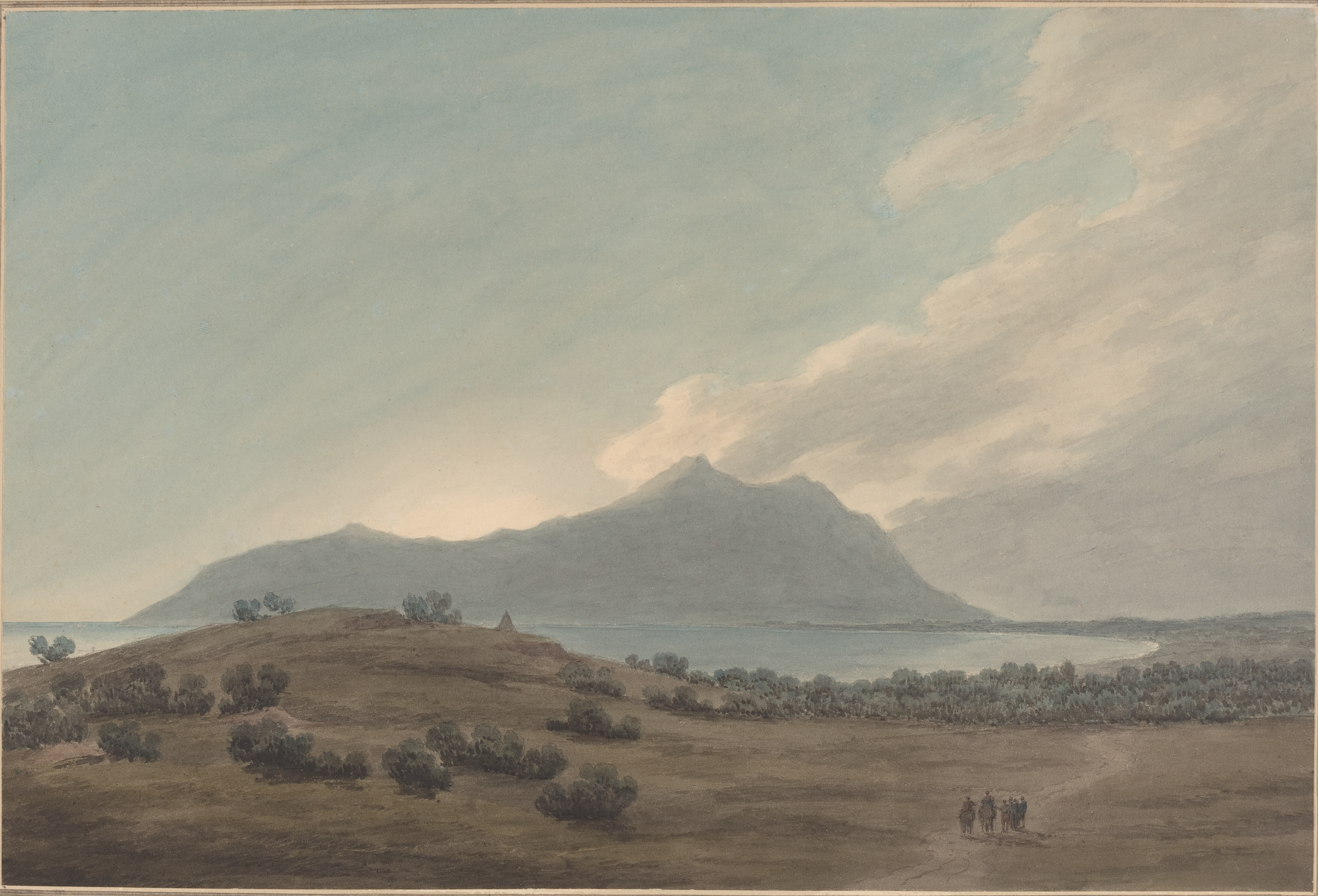
Гора Чирчео на закате. 1780-е. Бумага, акварель. Национальная галерея искусства, Вашингтон
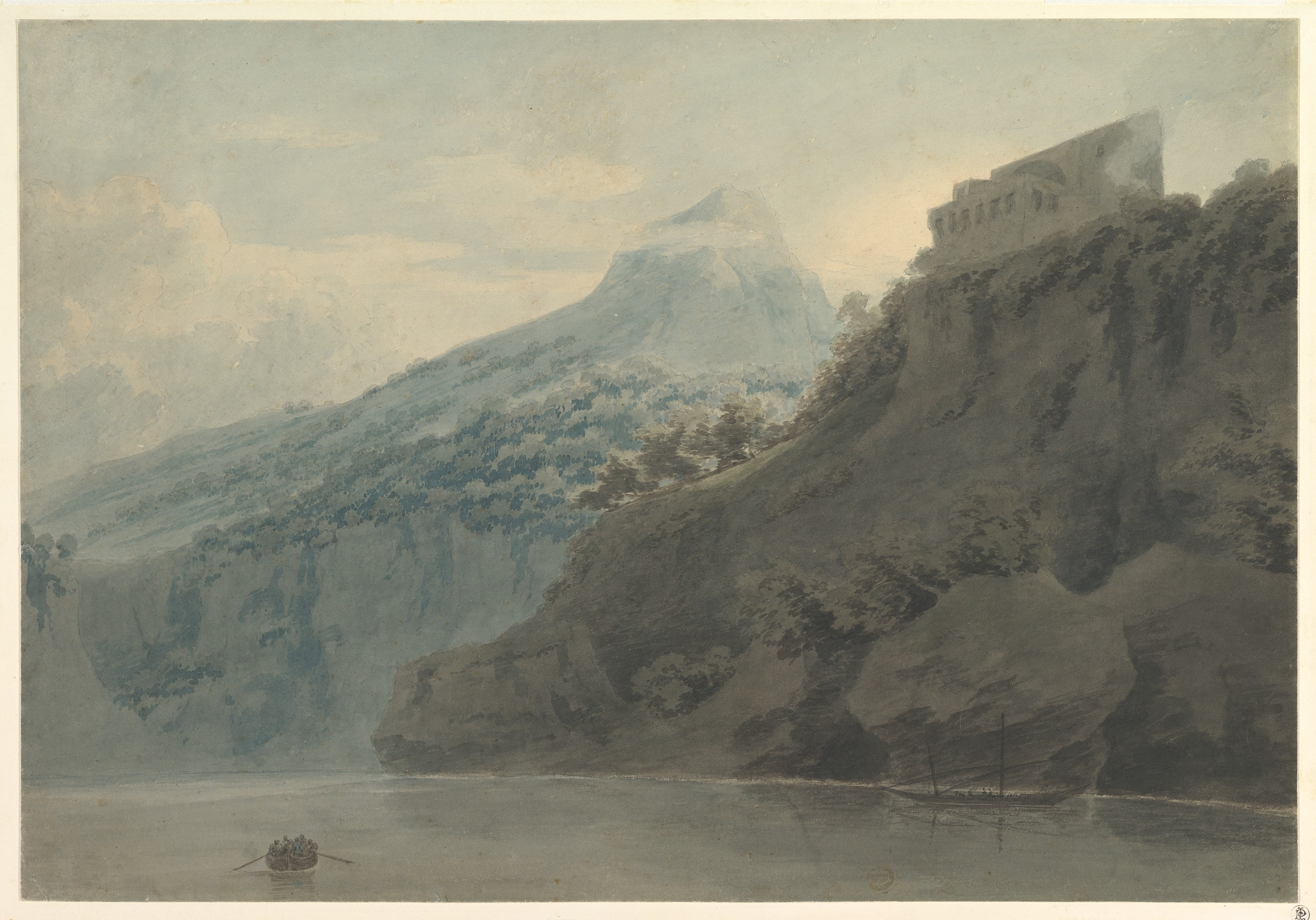
В заливе Салерно около Ветри. 1782. Бумага, акварель. Метрополитен-музей, Нью-Йорк
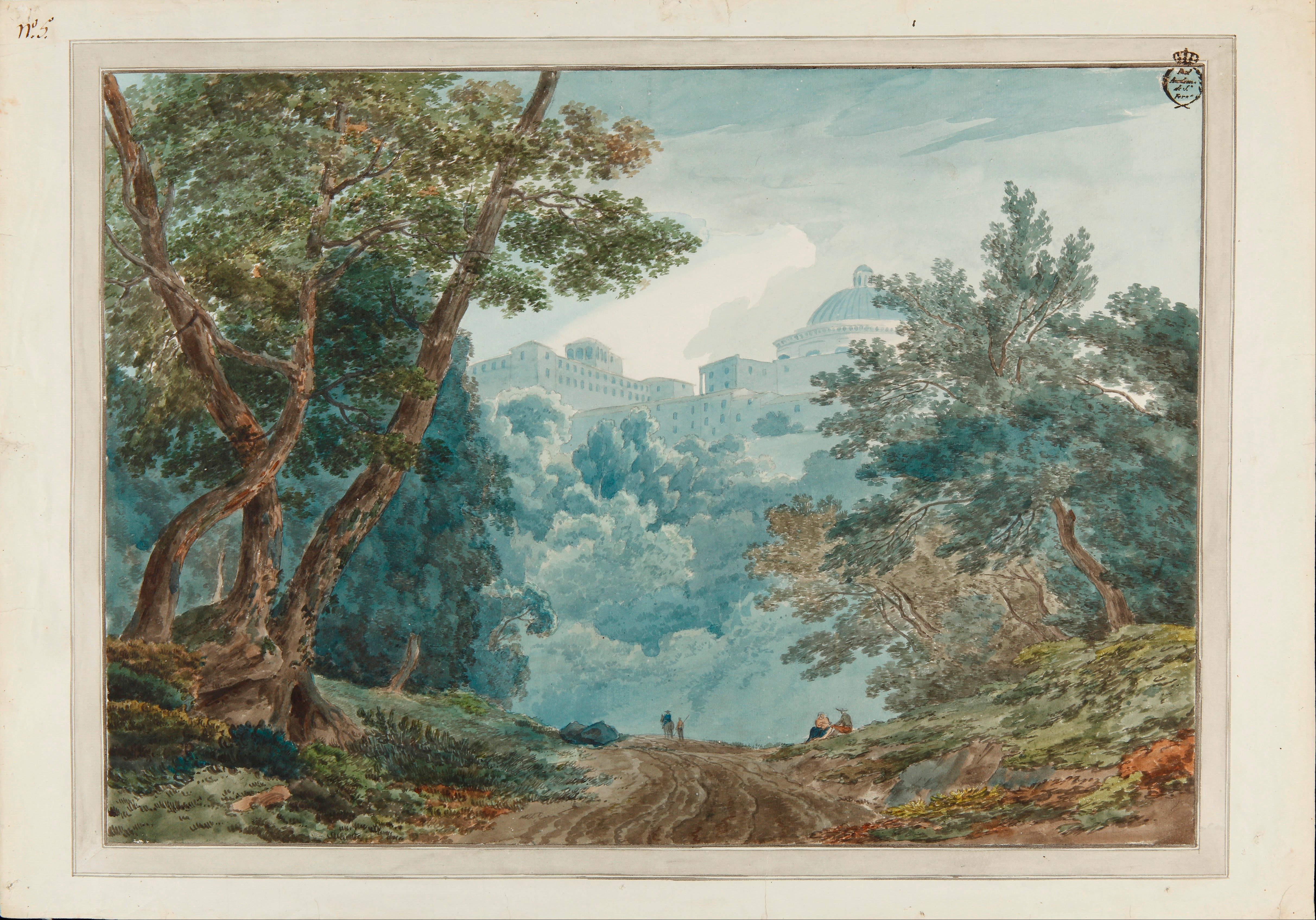
Ариччья. Ок. 1778. Бумага, акварель. Королевская академия изящных искусств Сан-Фернандо, Мадрид
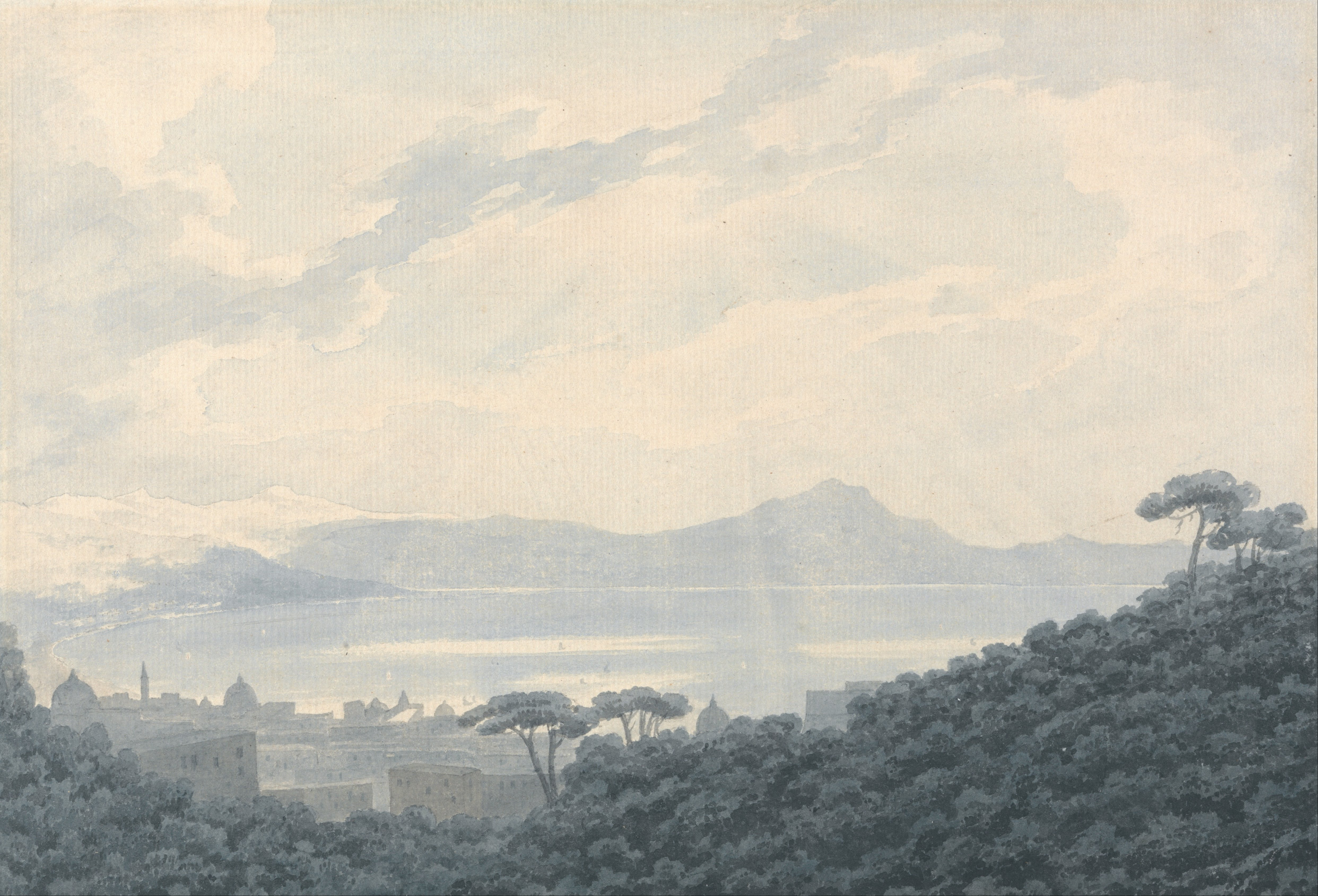
Неаполитанский залив с Каподимонте. Ок. 1790. Картон, акварель. Йельский центр британского искусства, Нью-Хейвен, Коннектикут, США
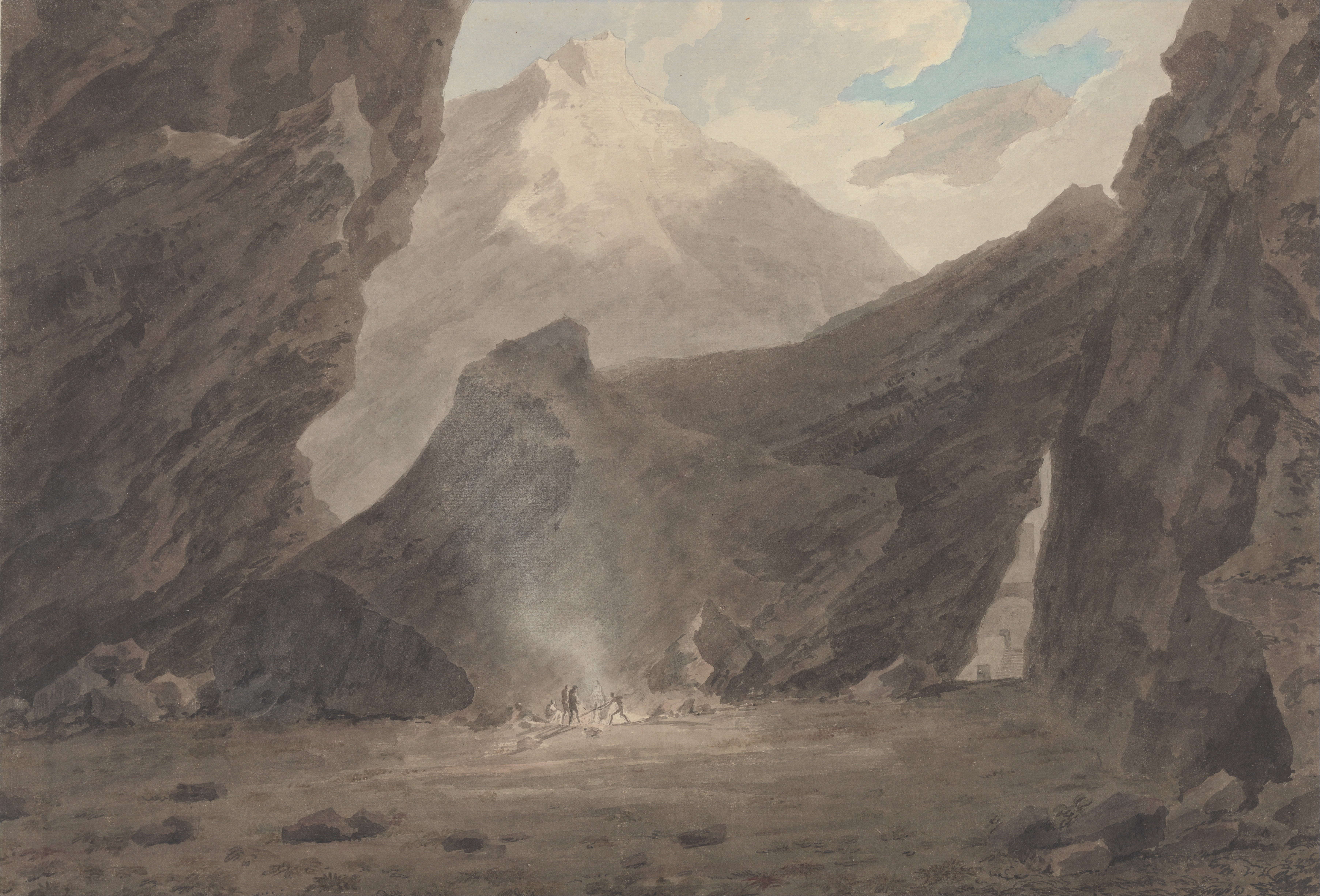
Рядом с Киавенной в Граубюндене. Ок. 1779. Бумага, акварель, тушь, перо. Йельский центр британского искусства, Нью-Хейвен, Коннектикут, США